# Carlos María Zabala
Carlos María Zabala (Argentina, 13 de enero de 1939-Torres, Río Grande del Sur; 14 de enero de 2008) fue un militar argentino promovido al grado de teniente general. Fue jefe del Estado Mayor Conjunto de las Fuerzas Armadas desde el 27 de agosto de 1997 hasta el 9 de diciembre de 1999.

## Carrera
En sus 42 años de servicio, cumplió diversos puestos dentro del Ejército Argentino y en el Estado Mayor Conjunto de las Fuerzas Armadas.
Egresó como subteniente del arma de Infantería el 19 de diciembre de 1958.
Entre 1989 y 1990 fue jefe del Regimiento de Infantería 24 de Río Gallegos.
Entre los años 1978 y 1979 se desempeñó como observador en la misión de las Naciones Unidas para la Supervisión de la Tregua (UNTSO) en Medio Oriente.
En 1991, recientemente ascendido, se desempeñó como comandante de la V Brigada Motorizada con asiento en Tucumán.
En 1992, fue jefe del Sector Occidental de la Fuerza de Protección de Naciones Unidas en la ex-Yugoslavia.
En los años 1994 y 1996 fue agregado militar en los Estados Unidos.
En 1996 fue designado subjefe del Estado Mayor Conjunto de las Fuerzas Armadas y, desde ese puesto, comenzó a analizar con detenimiento dos cuestiones centrales: la importancia de lograr una interoperabilidad real entre las tres instituciones (el Ejército, la Armada y la Fuerza Aérea) y la necesidad de fijar un esquema rotativo de cúpulas que no coincidiera con los cambios presidenciales para quitarle protagonismo político a los jefes castrenses.
Entre los años 1997 y 1999 se desempeñó en el cargo de Jefe del Estado Mayor Conjunto de las Fuerzas Armadas.
Ocurrente y extravertido, algo poco frecuente en los militares, se permitió en su discurso de despedida en 1999 plantear sus discrepancias con el entonces jefe del Ejército, General Martín Balza. Zabala le agradeció al presidente Menem las medidas "para la pacificación nacional" que había dispuesto durante su gestión como los indultos a los comandantes".
El Ministerio de Defensa y la Universidad Nacional de la Defensa de los Estados Unidos lo distinguieron con el título de "graduado internacional" en el Salón de la Fama de esa alta casa de estudios.

### En Yugoslavia
El general Zabala desarrolló una función relevante para el prestigio nacional en la Jefatura del Sector Occidental de las Naciones Unidas en la actual Croacia. El 26 de febrero de 1992 fue elegido para desempeñarse en el puesto, iniciando su labor en Daruvar (Croacia) en marzo de ese año hasta el mismo mes del año siguiente.
Zabala se convirtió, así, en el primer militar argentino en comandar toda una sección operativa internacional y en tener bajo sus órdenes militares de Canadá, Jordania, Nepal, Gran Bretaña, Holanda y Finlandia además de argentinos. En su labor adquirió un gran prestigio entre los contingentes de otras naciones tal como lo expresara su segundo comandante perteneciente al Ejército Canadiense: “un muy dinámico, competente y esforzado líder”. Su posición firme y tácticas de "palo y zanahoria" desarrolladas de la mando del Jefe de Asuntos Civiles Gerald Ficher permitió la completa desmilitarización del Sector Oeste de UNPROFOR, siendo el único donde se pudo cumplimentar con este objetivo planteado por el Consejo de Seguridad de las Naciones Unidas.
Al respecto dirá más tarde el expresidente Carlos Saúl Menen al referirse a su fallecimiento:

El requerimiento incluía la designación de un general argentino como Comandante de uno de los cuatro sectores protegidos de las Naciones Unidas que iban a establecerse en el actual territorio de Croacia. Elegí para esta misión a un general de quien me habían hablado mucho: el general Carlos María Zabala. El general Zabala ya tenía experiencia como observador militar en Medio Oriente, cuando tenía el grado de mayor. Era un hombre muy inteligente, firme en sus convicciones, y por sobre todo, de una humildad extrema.
Parecía serio, pero en realidad después de tratarlo, uno notaba en él un extraordinario sentido del humor y una afabilidad sin límites, que florecía más en situaciones difíciles.
Se le encargó una tarea muy difícil: debía ir a Sarajevo, recibir las órdenes del Comandante de UNPROFOR, (acrónimo en inglés por Fuerza de Protección de Naciones Unidas) el general Nambiar de la India, dirigirse al que se denominó Sector Eslavonia Occidental o más simplemente, el Sector Oeste, pactar con serbios y croatas un plan de separación de fuerzas para detener la sangrienta lucha, e imponer la autoridad de Naciones Unidas. En esta ciclópea tarea fue secundado por un puñado de oficiales argentinos.

Sus logros en la misión se pueden sintetizar en la desmilitarización del sector bajo su comando y el Acuerdo de Daruvar el 18 de febrero de 1993 mediante el cual las partes en conflicto se comprometían a resolver por medios pacíficos y diálogo todos los problemas existentes relacionados con servicios públicos, agua, electricidad, carreteras y contactos entre familias.

### Fallecimiento
Su muerte se produjo a los 69 años a raíz de un accidente de tránsito cerca del balneario Torres, en el sur de Brasil.
Su cuerpo fue repatriado a la Argentina, y su funeral con honores militares se celebró el 24 de enero. El general Roberto Bendini, pronunció el discurso fúnebre en el cual dijo:

Fue uno de los precursores de la participación argentina. Sus valores demostrados por Zabala a lo largo de su carrera lo convirtieron en un modelo para las jóvenes generaciones. Para sus seres más queridos queda el legado de un hombre de honor, de un esposo, padre, abuelo y amigo de excepcional valor.

El féretro, cargado sobre una cureña remolcada por un jeep, fue llevado hasta la Guardia del Regimiento mientras sonaba la marcha fúnebre. Desde allí partió el cortejo fúnebre com familiares, allegados, algunos militares y un cordón del histórico Grupo de Artillería 1 hasta el cementerio Jardín de Paz de Pilar, donde fue enterrado.